# Tombe dei giganti della provincia dell'Ogliastra
Le tombe dei giganti della provincia dell'Ogliastra:

## Tombe dei giganti
| Nome                                        | Comune                | Coordinate           | Mappa |
| ------------------------------------------- | --------------------- | -------------------- | ----- |
| tomba dei giganti di Orruinas               | Arzana                | 39.93567°N 9.33201°E | Mappa |
| tomba dei giganti di Fragori                | Bari Sardo            | 39.82315°N 9.66165°E | Mappa |
| tomba dei giganti di Ilixeddu               | Bari Sardo            | 39.81419°N 9.62486°E | Mappa |
| tomba dei giganti di Aniddai                | Baunei                | 40.08755°N 9.68025°E | Mappa |
| tomba dei giganti di Lattalai               | Baunei                | 40.11185°N 9.57928°E | Mappa |
| tomba dei giganti di Pedrusaccu             | Baunei                | 40.12934°N 9.58067°E | Mappa |
| tomba dei giganti di su Scusorgiu           | Baunei                | 40.07651°N 9.66901°E | Mappa |
| tomba dei giganti di sa Brocca              | Cardedu               | 39.77108°N 9.62904°E | Mappa |
| tomba dei giganti di Monte Forru            | Ilbono                | 39.86903°N 9.61904°E | Mappa |
| tomba dei giganti di Perda Carcina I        | Ilbono                | 39.8711°N 9.61269°E  | Mappa |
| tomba dei giganti di Perda Carcina II       | Ilbono                | 39.87128°N 9.61464°E | Mappa |
| tomba dei giganti di Texere                 | Ilbono                | 39.90157°N 9.58964°E | Mappa |
| tomba dei giganti di sa Canna               | Lanusei               | 39.61237°N 9.63864°E | Mappa |
| tomba dei giganti di Seleni I               | Lanusei               | 39.8777°N 9.51971°E  | Mappa |
| tomba dei giganti di Seleni II              | Lanusei               | 39.87691°N 9.52008°E | Mappa |
| tomba dei giganti di Fund'e Monti           | Lotzorai              | 39.98064°N 9.63706°E | Mappa |
| tomba dei giganti di Orzudeni               | Lotzorai              | 39.98097°N 9.66891°E | Mappa |
| tomba dei giganti di Bau 'e Tanca           | Talana                | 40.0386°N 9.47405°E  | Mappa |
| tomba dei giganti di Nercone I              | Talana                | 40.02295°N 9.42813°E | Mappa |
| tomba dei giganti di Nercone II             | Talana                | 40.0225°N 9.42779°E  | Mappa |
| tomba dei giganti di s'Urgu                 | Talana                | 40.00657°N 9.42948°E | Mappa |
| tomba dei giganti di Alerru                 | Tertenia              | 39.67813°N 9.65649°E | Mappa |
| tomba dei giganti di Anastasi I             | Tertenia              | 39.66498°N 9.63701°E | Mappa |
| tomba dei giganti di Anastasi II            | Tertenia              | 39.66536°N 9.63474°E | Mappa |
| tomba dei giganti di Baccu s'Ortu I         | Tertenia              | 39.6371°N 9.58087°E  | Mappa |
| tomba dei giganti di Baccu s'Ortu II        | Tertenia              | 39.63579°N 9.5813°E  | Mappa |
| tomba dei giganti di Barisoni               | Tertenia              | 39.64666°N 9.64157°E | Mappa |
| tomba dei giganti di Donulu                 | Tertenia              | 39.67277°N 9.5878°E  | Mappa |
| tomba dei giganti di Erbeis I               | Tertenia              | 39.67867°N 9.64854°E | Mappa |
| tomba dei giganti di Erbeis II              | Tertenia              | 39.68412°N 9.64734°E | Mappa |
| tomba dei giganti di Grutas I               | Tertenia              | 39.69031°N 9.56347°E | Mappa |
| tomba dei giganti di Grutas II              | Tertenia              | 39.6915°N 9.5617°E   | Mappa |
| tomba dei giganti di is Casadas             | Tertenia              | 39.66877°N 9.54451°E | Mappa |
| tomba dei giganti di is Serragus Lurdaus    | Tertenia              | 39.67052°N 9.54366°E | Mappa |
| tomba dei giganti di Magalau I              | Tertenia              | 39.67094°N 9.57774°E | Mappa |
| tomba dei giganti di Magalau II             | Tertenia              | 39.67122°N 9.5771°E  | Mappa |
| tomba dei giganti di Murcu                  | Tertenia              | 39.69682°N 9.64119°E | Mappa |
| tomba dei giganti di Murta Arbu             | Tertenia              | 39.67113°N 9.58958°E | Mappa |
| tomba dei giganti di Nurageddus             | Tertenia              | 39.65988°N 9.63645°E | Mappa |
| tomba dei giganti di Pardu 'e Sua I         | Tertenia              | 39.69057°N 9.56971°E | Mappa |
| tomba dei giganti di Pardu 'e Sua II        | Tertenia              | 39.69085°N 9.57104°E | Mappa |
| tomba dei giganti di Pardu 'e Sua III       | Tertenia              | 39.69311°N 9.57279°E | Mappa |
| tomba dei giganti di Pittiu I               | Tertenia              | 39.68211°N 9.5845°E  | Mappa |
| tomba dei giganti di Pittiu II              | Tertenia              | 39.68523°N 9.58544°E | Mappa |
| tomba dei giganti di sa Brecca              | Tertenia              | 39.70317°N 9.62752°E | Mappa |
| tomba dei giganti di sa Cannera             | Tertenia              | 39.66172°N 9.61615°E | Mappa |
| tomba dei giganti di San Nicola             | Tertenia              | 39.7182°N 9.57485°E  | Mappa |
| tomba dei giganti di s'Omu s'Orcu           | Tertenia              | 39.69587°N 9.56684°E | Mappa |
| tomba dei giganti di su Concali             | Tertenia              | 39.67511°N 9.64013°E | Mappa |
| tomba dei giganti di su Preti               | Tertenia              | 39.67454°N 9.56927°E | Mappa |
| tomba dei giganti di su Prettu              | Tertenia              | 39.65516°N 9.637°E   | Mappa |
| tomba dei giganti di is Murdegus            | Tortolì               | 39.93465°N 9.65435°E | Mappa |
| tomba dei giganti di Pala Niedda            | Tortolì               | 39.91414°N 9.67027°E | Mappa |
| tomba dei giganti di Perda Longa            | Tortolì               | 39.88883°N 9.65352°E | Mappa |
| tomba dei giganti di Perda Longa II         | Tortolì               | 39.88708°N 9.65336°E | Mappa |
| tomba dei giganti di s'Ortali 'e su Monte   | Tortolì               | 39.91112°N 9.66828°E | Mappa |
| tomba dei giganti di Osono                  | Triei                 | 40.0351°N 9.61658°E  | Mappa |
| tomba dei giganti di San Giorgio            | Ulassai               | 39.60755°N 9.53522°E | Mappa |
| tomba dei giganti di Campu 'e sa Murta I    | Urzulei               | 40.07828°N 9.51654°E | Mappa |
| tomba dei giganti di Campu 'e sa Murta II   | Urzulei               | 40.07746°N 9.51946°E | Mappa |
| tomba dei giganti di Ghenna 'e Seminadorgiu | Urzulei               | 40.09613°N 9.53407°E | Mappa |
| tomba dei giganti di Mamuccone              | Urzulei               | 40.09815°N 9.45202°E | Mappa |
| tomba dei giganti di Prunareste             | Urzulei               | 40.13302°N 9.52366°E | Mappa |
| tomba dei giganti di sa Carcara I           | Urzulei               | 40.16812°N 9.48739°E | Mappa |
| tomba dei giganti di sa Carcara II          | Urzulei               | 40.16788°N 9.48702°E | Mappa |
| tomba dei giganti di s'Arena I              | Urzulei               | 40.10783°N 9.44426°E | Mappa |
| tomba dei giganti di s'Arena II             | Urzulei               | 40.10752°N 9.4444°E  | Mappa |
| tomba dei giganti di su Casiddu             | Urzulei               | 40.11409°N 9.4965°E  | Mappa |
| tomba dei giganti di Televai                | Urzulei               | 40.12018°N 9.4827°E  | Mappa |
| tomba dei giganti di Mela                   | Ussassai              | 39.82518°N 9.42245°E | Mappa |
| tomba dei giganti di Sanu I                 | Ussassai              | 39.81729°N 9.46717°E | Mappa |
| tomba dei giganti di Sanu II                | Ussassai              | 39.81682°N 9.46614°E | Mappa |
| tomba dei giganti di Serbissi I             | Ussassai              | 39.84538°N 9.46757°E | Mappa |
| tomba dei giganti di s'Omu 'e s'Orku        | Ussassai              | 39.81608°N 9.38125°E | Mappa |
| tomba dei giganti di Taccu Adda             | Ussassai              | 39.85333°N 9.43446°E | Mappa |
| tomba dei giganti di Campu de Pira Onni     | Villagrande Strisaili | 39.9504°N 9.44998°E  | Mappa |
| tomba dei giganti di Genna Ardeletti        | Villagrande Strisaili | 39.97089°N 9.44617°E | Mappa |
| tomba dei giganti di Lalzoracesus           | Villagrande Strisaili | 40.00656°N 9.40095°E | Mappa |
| tomba dei giganti di Pibinari               | Villagrande Strisaili | 40.07513°N 9.37693°E | Mappa |
| tomba dei giganti di sa Carcara             | Villagrande Strisaili | 40.0025°N 9.39203°E  | Mappa |
| tomba dei giganti di Santa Barbara          | Villagrande Strisaili | 39.94361°N 9.49691°E | Mappa |